# Karaburun (poloostrov, Albánie)
Poloostrov Karaburun (albánsky Gadishulli i Karaburunit) je největší poloostrov v Albánii. Nachází se v jižní části země v blízkosti města Vlora a vybíhá do Středozemního moře. Odděluje tak Vlorský záliv od Středozemního moře (Otrantské úžiny). Jižně od něj leží Llogarský průsmyk a začíná Albánská riviéra.

## Název

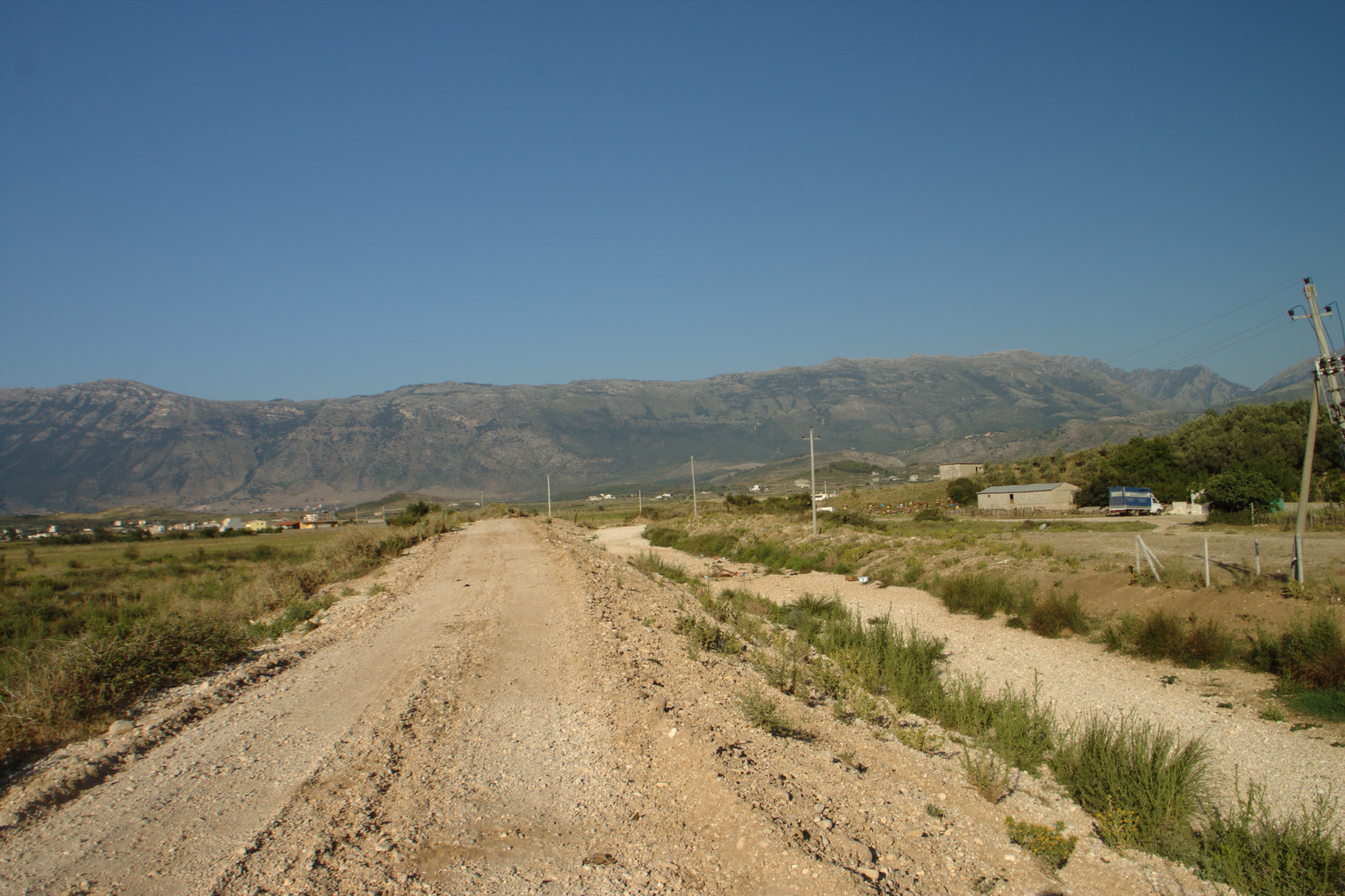
Prašná cesta na poloostrově.

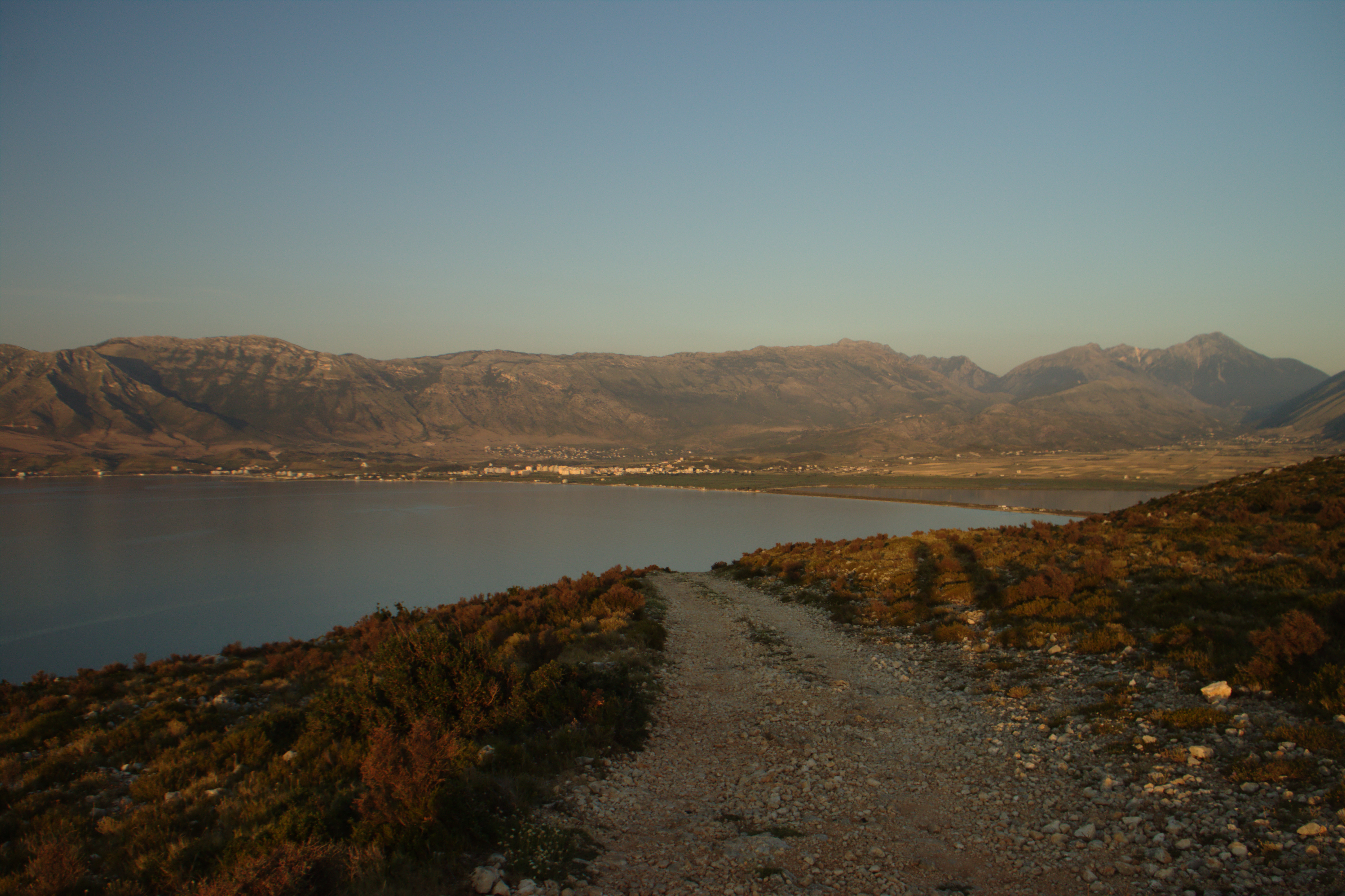
Pohled z poloostrova na Vlorský záliv.

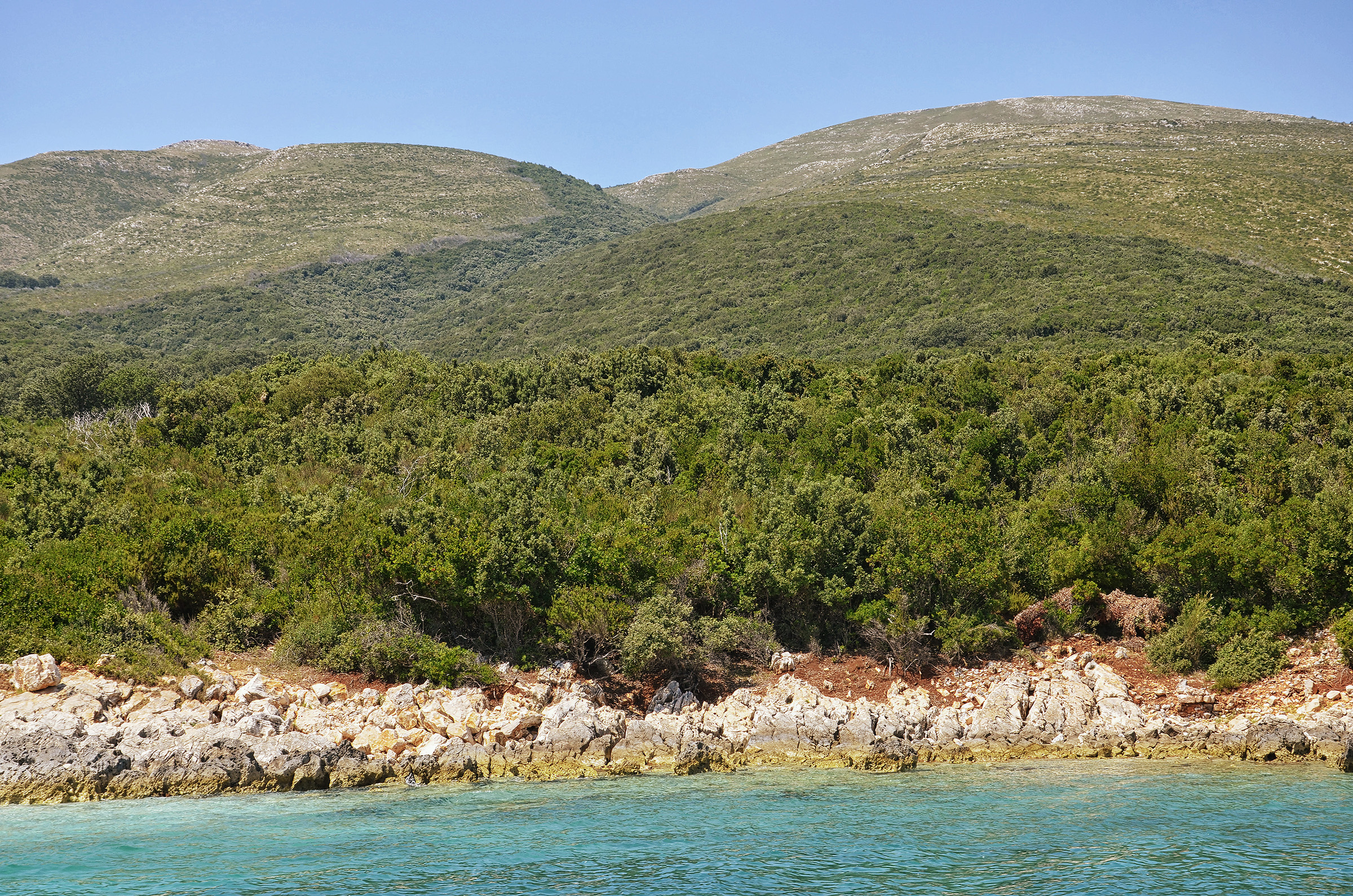
Skalnaté pobřeží.

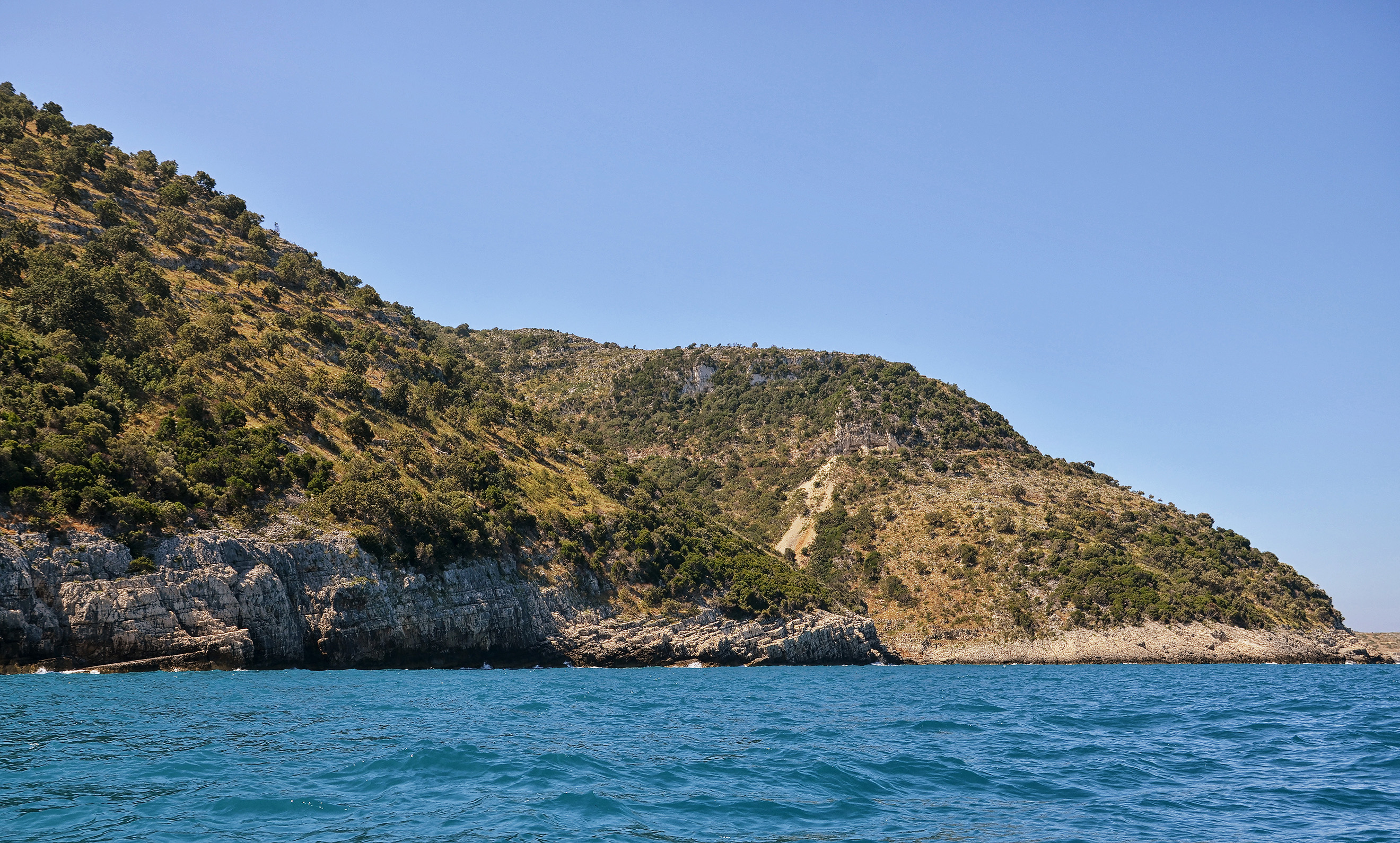
Pohled na pobřeží.

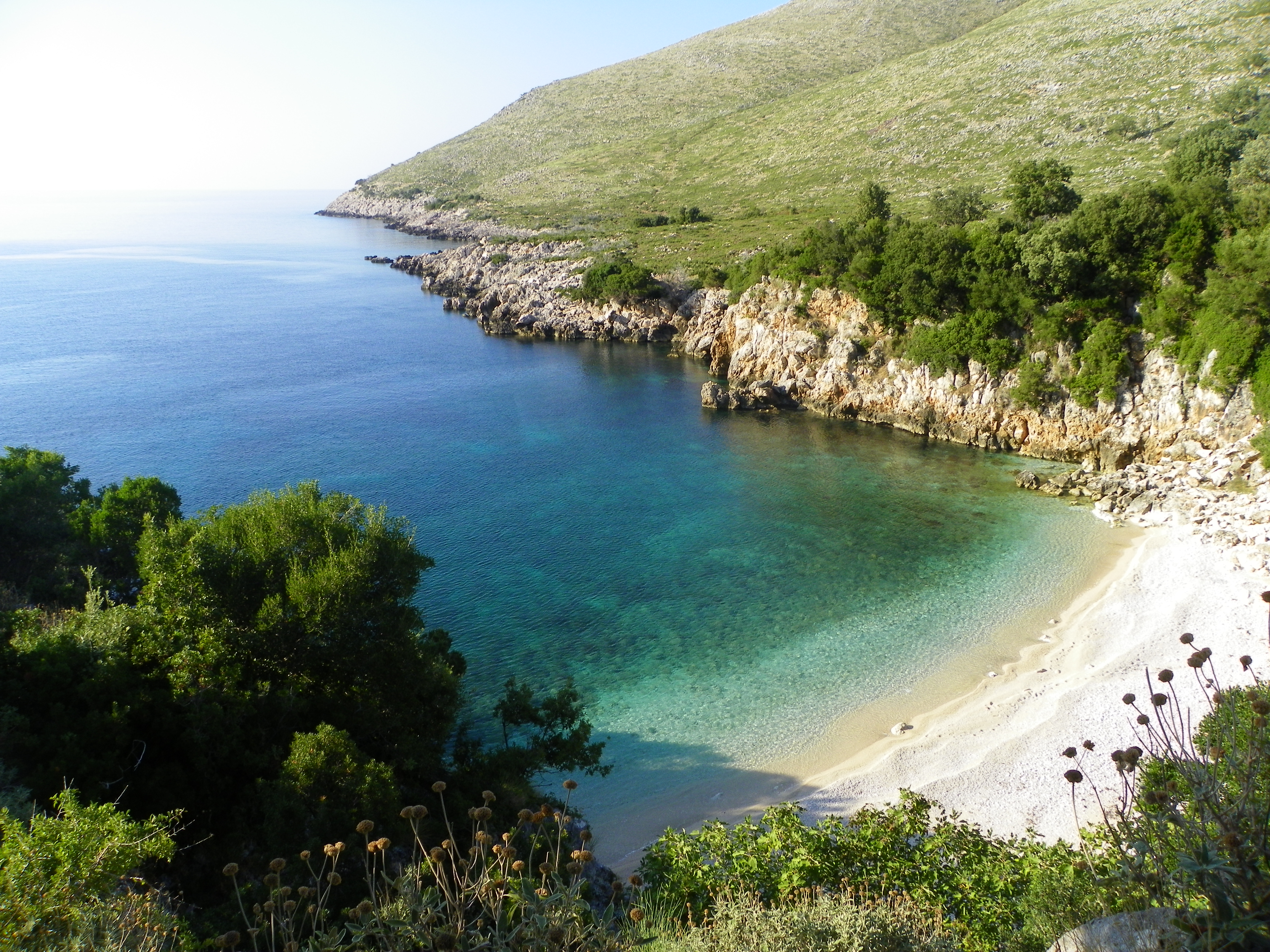
Brisanská zátoka.

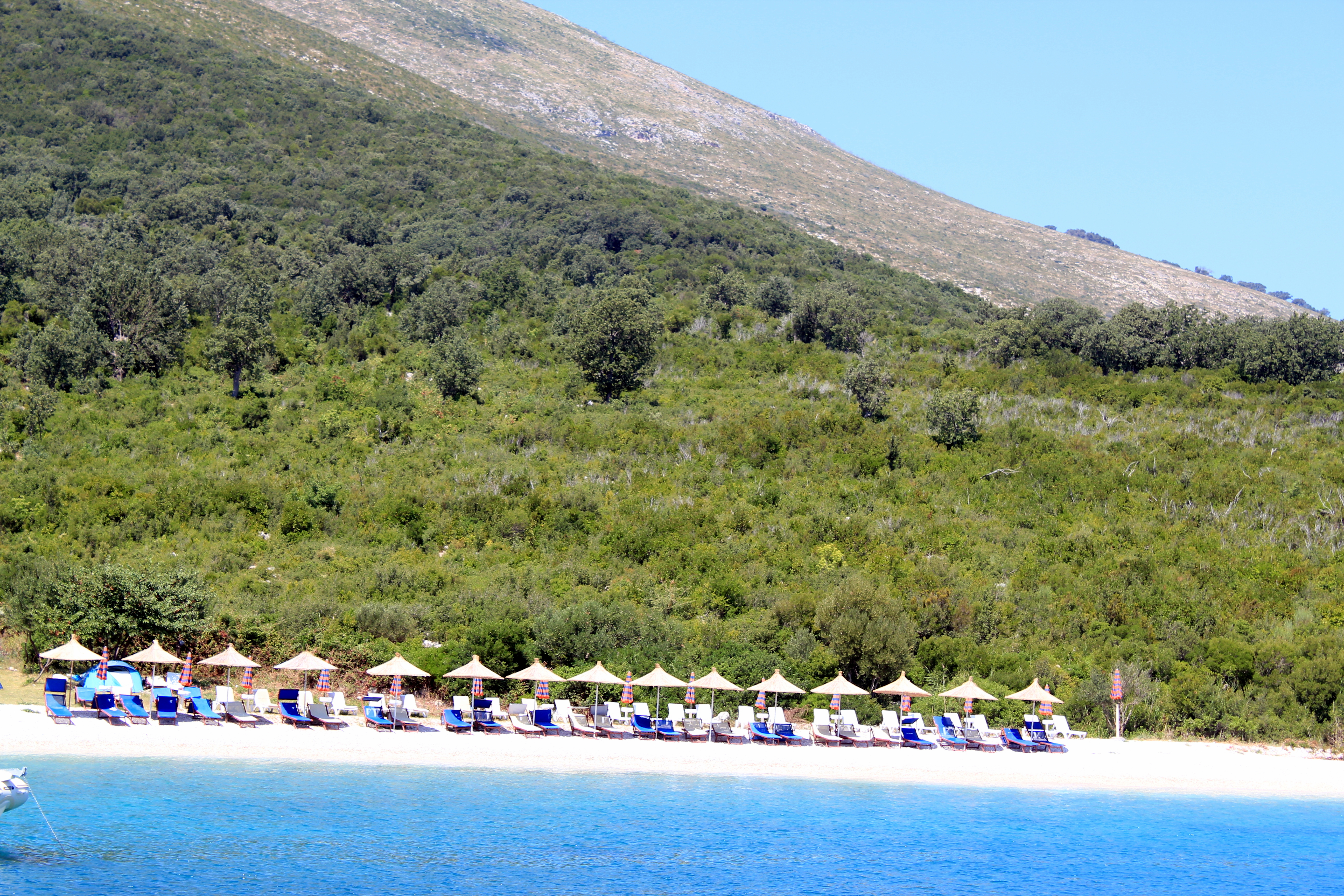
Pláž Shen Vasili.

Název poloostrova pochází z turečtiny, kde znamená doslova černý mys. V Turecku se tento název často vyskytuje také, a to řady sídel nebo zeměpisných prvků, např. u jiného poloostrova u Izmiru. 
V období antiky se používal nicméně název řecký, a to Akrokeraunijský poloostrov (starořecky Ακροκεραύνιο ακρωτήριο). Ten vznikl podle hor (dnes se jmenují Kanali), které se na poloostrově táhnou od Llogarského průsmyku až po Ravenskou rovinu.

## Přírodní podmínky a poloha
Plocha poloostrova činí 62 km² Dlouhý je celkem 16 kilometrů, šířka se pohybuje okolo tří až čtyř a půl kilometru. Nejzápadnější cíp poloostrova je zároveň nezápadnějším bodem pevninské Albánie.
Na poloostrov zasahuje již zmíněné pohoří Kanali, které se na poloostrově začíná a táhne se 100 km na jihovýchod. Celý Karaburun administrativně spadá pod okres Vlora, z hlediska rozdělení mezi území obcí se potom dělí mezi sídla Vlora a Orikum.
Hornatý poloostrov se vypíná do nadmořské výšky dosahující až 800 m. Jeho nejvyšším vrcholem je hora Maja e Koretës, jejíž výška činí 826 m n. m., a je odtud možné dohlédnout až na italskou pevninu.[zdroj?] Na vrcholku stojí pro oblast dominantní vysílač televizního a radiového signálu. Mezi další nejvyšší body patří Maja Çaderës, Maja e Flamurit a Maja e Koretës. Směrem na severovýchod od něj se potom táhne hlavní hřeben, jehož nadmořská výška neklesá pod 500 m a který je ze severní strany zakončen kopcem Maja Hilqes. Hřeben je občas označován jako Karaburunské hory (albánsky Mali i Karaburunit).
Jižně od vrcholu Maja e Koretës se nachází nižší část poloostrova, která je rovinatější a kde se nadmořská výška pohybuje okolo 300 m n. m. Nese název Ravenská plošina (albánsky Pllaja e Ravenës) a bývá občas využívána pro chov dobytka (ovcí a koz). Přes ní vede horské sedlo, které nese název Qafa e Bristanit, pojmenované je podle nedaleké zátoky. V blízkosti průsmyku se také nachází malý vrchol Maja Perrallit, u kterého existují pozůstatky vojenských objektů. Ty zde vznikly po druhé světové válce.
Pobřeží je většinou příkré a lemované útesy, s výjimkou několika malých pláží. Často se zde nacházejí různé jeskyně (celkem asi dvaceti, známá z nich je např. Haxhi Aliho jeskyně – největší svého druhu v zemi), grotty a menší, byť atraktivní a odlehlé pláže. Některé skály mohou být až několik set metrů vysoké, např. Gryka e Xhenemi. V západní části se nachází i řada zajímavých podvodních geomorfologických útvarů a korálových útesů. Mořské dno okolo poloostrova nicméně nebylo podrobněji prozkoumáno. Mezi menší zátoky při poloostrově patří: Ragusa, Shen-Janit – Zátoka svatého Jana (obě na východní straně) a dále zátoky Bristan a Dafina na straně západní.
Jižně od poloostrova se potom ještě nachází tzv. Gramská zátoka, kde byly nalezeny starověké nápisy a kde již od doby antiky kotvily lodě.
Poloostrov je víceméně pustý, nejsou zde téměř žádné zdroje vody, nicméně se zde nacházejí menší údolí, kudy voda odtéká v období častějších dešťů. Několik málo pramenů lze dohledat ve svazích v blízkosti mořského břehu. Předpokládá se, že pod povrchem poloostrova jsou rozsáhlé podzemní systémy ponorných potoků a říček.

## Podnebí
Důvodem suchého podnebí je porézní krasové podloží, jakož i sušší klimatické poměry. Tato skutečnost zapříčinila, že se sem nikdy nerozšířilo stálé osídlení a nevznikly žádné vesnice, ani města. Poloostrov má středomořské klima s horkými léty a obecně teplými až studenými a suchými zimami. V létě jsou časté požáry; v roce 2022 např. místní řídké lesní porosty zasáhl právě velký oheň. Průměrná roční teplota zde dosahuje až 17 °C, v zimě zhruba 8–10 °C, a v létě 24–26 °C. Deště jsou častější na podzim a v zimě, než v letních měsících. Roční úhrn srážek na poloostrově Karaburun je 1 500 mm, dvacetičtyřhodinové maximum se pohybuje kolem 183 mm. Tato oblast je nejvíce vystavena mořským vzdušným masám, které do regionu přinášejí silné bouře a vydatné deště především na podzim. Převládá severozápadní a západní směr větru, průměrná rychlost větru je 9 km/h

## Historie
Ostrov navštívili v dobách antiky i středověku Manuel II. Palaiologos a Marcus Aurelius. V této době bylo místní pobřeží považováno za nebezpečné, což je doloženo v Horatiově básni. 
Na konci Vlorské zátoky se Orikum rozvíjelo jako antická osada a poloostrov jako přirozená bariéra ji chránil před nepříznivými vlivy a rozbouřeným mořem. Vápenec z poloostrova byl těžen a využíván pro stavbu různých domů. Odvážen byl z Gramské zátoky většinou po lodích.
Vzhledem k významu místního pobřeží jako klíčové námořní dopravní tepny se na mořském dně dochovaly vraky z období od antiky až po druhou světovou válku. V 17. století zde měl pevnost Haxhi Ali, obávaný vůdce pirátů. Dnes se po něm jmenuje místní jeskyně.
V období existence Albánské socialistické republiky byl poloostrov zcela uzavřen a sloužil jako vojenský prostor pro přilehlou základnu.
V roce 1995 zakázala albánská vláda rybaření na východním břehu Karaburunu, a to jak malými rybářskými loděmi, tak trawlery. I přesto je dlouhodobě rozšířené ilegální rybářství, mnohdy je provozováno i italskými rybáři, kteří sem vyplouvají přes moře. Sankce jsou vymáhány jen omezeně.
Západní část poloostrova také sloužila občas jako skrýš pašeráků konopí, kteří jej přepravovali z Albánie po moři. Pytle s usušenými rostlinami se schovávaly ve křovích, odkud jsou potom pašovány po moři.
V roce 2008 měl být v lokalitě realizován projekt výstavby větrných elektráren. Předpokládaný instalovaný výkon měl dosáhnout 500 MW. Projekt vyvolal protest albánské opozice, jakož i kritiku médií, že porušuje platné albánské zákony. V roce 2022 byla opětovně diskutována jeho realizace. Atraktivní je lokalita díky silnému větru, značnému potenciálu i v oblasti slunečního svitu (povrch je holý, některé svahy jsou orientované jižním směrem), což umožňuje doplnit větrné turbíny i elektrárnami solárními. 

## Ekonomika a turistika
Na březích poloostrova loví v omezeném množství rybáři mořské ryby. Děje se tak především na západní straně poloostrova, neboť na východní je lov v malých hloubkách zakázán.
Ostrov je turisticky využíván jen minimálně. Kvůli špatné přístupnosti je sem zajištěna doprava pouze lodí; některé pláže jsou nicméně i přesto často navštěvovány. Různé agentury sem pořádají jednodenní výlety. Infrastruktura pro turistiku je minimální, byť se v 21. století skromně rozvíjela. Častěji jsou navštěvovány pláže na východním pobřeží (které jsou blíže), než na pobřeží západním. Jsou nicméně oblíbené proto, že jsou panensky čisté. Populární je také potápění ve vodách u západních břehů poloostrova. Činnost je však potenciálně riziková pro místní ekosystém.
Na ostrově se nachází značené turistické trasy. Jejich síť se postupně rozšiřuje.
Návštěvníci poloostrova jsou ze dvou třetin většinou Albánci, mezi zahraničními turisty dominují občané Kosova a Severní Makedonie. 62 % veškerých objemů místní turistiky je realizováno v letních měsících od června do září. Nejvíce ekonomické aktivity v místní turistice tvoří lodní doprava z okolí Orikumu a Vlory směrem na poloostrov. V roce 2019 navštívilo Karaburun (spolu s nedalekým ostrovem Sazan) jen 45 tisíc turistů.

## Zajímavosti
Na pomezí poloostrova a pevniny se nachází vojenská základna Pasha-Liman, odkud operují námořní síly Albánie a NATO. Základna sloužila v minulosti i loďstvům jiných zemí (např. sovětskému námořnictvu). Kromě základny zde vznikla řada bunkrů a tunelů a dalších objektů, které se rozkládají různě po poloostrově. V areálu základny se nachází archeologický park Orikum s vykopávkami antického města, jež se tu rozkládalo od 6. stol. př. n. l. K jeho návštěvě je třeba mít speciální povolení.
Nedaleko odtud, a také na východním okraji poloostrova na skalním úpatí stojí rovněž středověký kostel Marmiroi, který je dobře patrný už z dálky od okolí města Orikumu.

## Fauna a flóra
Mezi faunu přítomnou na poloostrově nebo v okolních vodách lze počítat např. karetu obecnou, která vejce klade na místních březích a tuleň středomořský. Z ryb je to např. Kanic vroubený, mečoun obecný nebo tuňák obecný. Kriticky ohrožený tuleň sem migruje z řeckých břehů. Poprvé byl spatřen v roce 1982 a poté v 90. letech 20. století. Celkem se zde vyskytuje 10 druhů obojživelníků, 28 druhů plazů, 105 druhů ptáků a 42 druhů savců.
Zajímavostí je, že sem byl zavlečen zajíc, nicméně vzhledem k náročným podmínkám a omezeným zdrojům vody po několika letech vymizel. Dále je zde zastoupena husa divoká a prase divoké, spatřit lze ale i lišky a vlky.
Lesy, které jsou jen omezené a na svazích poloostrova, jsou většinou dubové nebo borovicové (konkrétně borovice černá). Vzhledem k téměř nulovému osídlení a využití jen pro potřeby armády je místní příroda do velké míry nedotčená. Poloostrov vyniká vysokou mírou biodiverzity; v různých nadmořských výškách existují různorodá společenství. Je zde zastoupeno 42 % všech druhů rostlin, které se na území Albánie vyskytují a značný počet ohrožených druhů. Rozšířené jsou zde také Makchie.

## Ochrana přírody
Poloostrov je součástí Národního námořního parku Karaburun-Sazan, který zahrnuje i nedaleký ostrov. Vyhlášen byl v roce 2010. Je považován za biosférickou rezervaci. Diskutována byla možnost rozšíření parku až po oblast Llogary.
V souvislosti s nárůstem turistiky se zde objevuje rozšířený regionální problém s hospodařením s odpadky. O chráněnou část poloostrova pečuje nicméně organizace se sídlem ve Vloře, která dohlíží na svoz a čistotu exponovaných lokalit.

## Doprava
Poloostrov je spojen se zbytkem Albánie jen prašnými cestami. Jedna z nich vede do jižní části a k pláži Brisan a další po východním pobřeží až k Haxhi Aliho jeskyni a majáku Gjuhëza. Existuje také hřebenová prašná silnice, která zajišťuje spojení s vysílačem v nejvyšším bodě.
Na poloostrově se s výjimkou uvedené vojenské základny nenachází žádný přístav, nevede sem ani železnice (nejbližší trať směřuje do Vlory – Železniční trať Fier–Vlora).